# Landkreis Schaumburg
Der Landkreis Schaumburg ist ein Landkreis im mittleren Niedersachsen, westlich von Hannover. Die Kreisstadt ist Stadthagen. Der Landkreis wurde 1977 im Zuge der Gebietsreform in Niedersachsen aus den ehemaligen Landkreisen Schaumburg-Lippe und Grafschaft Schaumburg sowie einigen Gemeinden des ehemaligen Landkreises Springe gebildet.
Der Landkreis Schaumburg ist Mitglied der Metropolregion Hannover-Braunschweig-Göttingen-Wolfsburg.

## Geographie

### Topografie
- Der Nordteil umfasst die Samtgemeinden Sachsenhagen, Niedernwöhren, Lindhorst, Nenndorf
- Der Mittelteil umfasst die Städte Bückeburg, Stadthagen, Obernkirchen und die Samtgemeinden Rodenberg und Nienstädt.
- Der Südteil umfasst die Stadt Rinteln, die Samtgemeinde Eilsen und die Gemeinde Auetal.

Nordteil
Der Nordteil befindet sich im Norddeutschen Tiefland bis auf die Rehburger Berge mit einer Höhe bis zu 160 m über dem Meeresspiegel. Außerdem befindet sich in Hagenburg die tiefste Stelle des Landkreises (Hagenburg 38 m über dem Meeresspiegel). Im Südwesten der Gemeinde Nenndorf erheben sich die Ausläufer des Deisters.
Im Norden grenzt der Landkreis an das Steinhuder Meer, das seit der Gebietsreform 1974 zum Landkreis (jetzt Region) Hannover gehört.
Mittelteil
Hier befinden sich Mittelgebirge bis zu etwa 400 m Höhe (Deister, Bückeberg, Süntel). Bückeburg wird im Südosten vom Harrl begrenzt. Die Kreisstadt Stadthagen liegt in der Schaumburger Börde südöstlich des Schaumburger Waldes. Die Samtgemeinde Rodenberg liegt im Tal der Rodenberger Aue und ist von den genannten Bergen umgeben.
Südteil
Im Norden erstreckt sich die Wesergebirgskette von der Porta Westfalica nach Osten, und im Süden ragt das Lipper Bergland in das Kreisgebiet hinein. In der Mitte durchfließt die Weser im Wesertal das Land von Osten nach Westen.

### Hydrografie

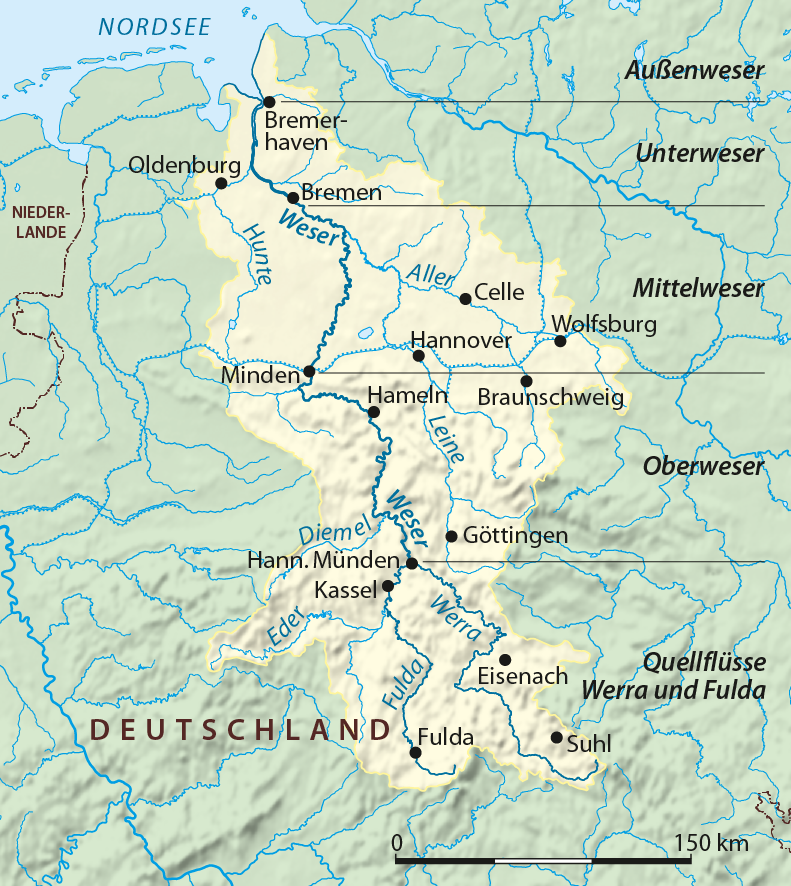
Einzugsgebiet der Weser

Der Landkreis Schaumburg gehört zum Einzugsgebiet der Weser, alle Flüsse münden früher oder später in die Weser. Im Norden befindet sich das Steinhuder Meer.
| Fluss           | Linke Nebenflüsse                                                             | Rechte Nebenflüsse | Länge | Einzugsgebiet |
| --------------- | ----------------------------------------------------------------------------- | --- | ----- | ------------- |
| Rodenberger Aue | Pohler Bach, Meinser Bach, Hülseder Bach, Riesbach, Salzbach, Rieper Flahbach | Schlierbach, Flöttenbach, Eimbeckhäuser Dorfbach, Walterbach, Altenhäger Bach, Blumenhäger Bach, Schlierbach, Ackersbeeke. Rodebach | 28 km | 174,09 km²    |
| Bückeburger Aue | Schlossbach                                                                   | Hühnerbach | 39 km | 173,04 km²    |

Die Weser fließt durch Rinteln im Süden des Landkreises. In Bad Nenndorf gibt es eine Karstquelle.

### Lage
Im Süden ist die Landschaft vom Weserbergland (Harrl, Süntel, Bückeberg, Deister und Wesergebirge) geprägt. Im Norden, wo die Norddeutsche Tiefebene beginnt, liegt der Schaumburger Wald und der Naturpark Steinhuder Meer. Im Westen an der Weser liegt, nur wenige Kilometer von der Kreis- und Landesgrenze entfernt, die zum Nachbarkreis Minden-Lübbecke gehörende Porta Westfalica. Im Osten profitiert Schaumburg von der Nähe zur Landesmetropole Hannover.

### Nachbarkreise
Der Landkreis Schaumburg grenzt im Uhrzeigersinn im Norden beginnend an den Landkreis Nienburg/Weser, an die Region Hannover und an den Landkreis Hameln-Pyrmont (alle in Niedersachsen) sowie an die Kreise Lippe und Minden-Lübbecke (beide in Nordrhein-Westfalen).

### Naturschutzgebiete
Im Landkreis Schaumburg gibt es 20 Naturschutzgebiete. Das größte (Kamm des Wesergebirges) hat eine Fläche von 452 ha, das kleinste (Im Bergkamp) eine Fläche von 2 ha.
Siehe auch:
- Liste der Naturschutzgebiete im Landkreis Schaumburg
- Liste der Landschaftsschutzgebiete im Landkreis Schaumburg
- Liste der Naturdenkmale im Landkreis Schaumburg
- Liste der geschützten Landschaftsbestandteile im Landkreis Schaumburg

## Geschichte
Der Landkreis Schaumburg wurde im Rahmen der niedersächsischen Kreisreform am 1. August 1977 aus den beiden ehemaligen Landkreisen Schaumburg-Lippe und Grafschaft Schaumburg sowie einem Teil des Landkreises Springe gebildet, wobei die Stadt Hessisch Oldendorf dem Landkreis Hameln-Pyrmont zugeordnet wurde. Die Gemeinden Großenheidorn, Idensermoor-Niengraben und Steinhude wurden bereits am 1. März 1974 nach Wunstorf eingemeindet und wechselten damit in den Landkreis Hannover, gleichzeitig kam der Flecken Wiedensahl vom Landkreis Nienburg/Weser hinzu und wurde der Samtgemeinde Niedernwöhren eingegliedert. Der Landkreis Schaumburg vereinigt seither wieder in etwa das historische mittelalterliche Territorium der Grafschaft Schaumburg. Dieses war 1647 unter den Landgrafen von Hessen-Kassel, der Nebenlinie Alverdissen der Grafen zur Lippe und den Herzögen von Braunschweig-Lüneburg aufgeteilt worden. Die Grafschaft Schaumburg hessischen Anteils wurde zunächst von Kassel aus in Personalunion regiert, dann ab 1822 als Kreis der Provinz Niederhessen im Kurfürstentum Hessen geführt und kam mit diesem 1866 zur preußischen Provinz Hessen-Nassau als Kreis Rinteln, 1905 umbenannt in Kreis Grafschaft Schaumburg. Dieser wurde schließlich im Rahmen einer Verwaltungsreform von 1932 innerhalb Preußens der Provinz Hannover zugeordnet.
Der lippische Teil der Grafschaft Schaumburg nannte sich nach 1647 Grafschaft Schaumburg-Lippe, welches 1807 zum Fürstentum aufstieg, 1918 Freistaat wurde und bis 1946 noch ein eigenständiges Land blieb, das dann im neuen Bundesland Niedersachsen aufging. Das Land Schaumburg-Lippe bestand aus den beiden Landkreisen Bückeburg und Stadthagen, welche 1948 zum Landkreis Schaumburg-Lippe vereinigt wurden.

## Einwohnerentwicklung

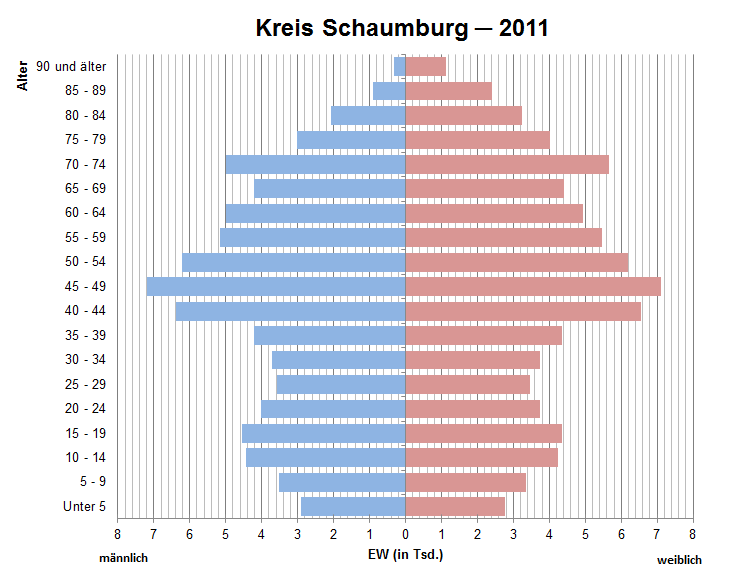
Bevölkerungspyramide für den Kreis Schaumburg (Datenquelle: Zensus 2011.)

Einwohnerentwicklung von 1980 bis 2016 nach nebenstehender Tabelle

| Jahr | Einwohner | Quelle |
| ---- | --------- | ------ |
| 1980 | 152.900   | [ 8 ]  |
| 1985 | 151.600   | [ 9 ]  |
| 1990 | 154.584   | [ 10 ] |
| 1995 | 162.439   | [ 10 ] |
| 2000 | 166.020   | [ 10 ] |
| 2005 | 165.557   | [ 10 ] |
| 2010 | 160.636   | [ 10 ] |
| 2015 | 156.206   | [ 10 ] |
| 2016 | 157.616   |        |
| 2017 | 157.791   | [ 11 ] |
| 2020 | 158.406   |        |

## Politik

### Kreistag
Am 12. September 2021 wurde ein neuer Kreistag gewählt:
- Linke: 1
- SPD: 18
- Grüne: 7
- FDP: 3
- FW: 1
- WGS: 4
- CDU: 17
- AfD: 3

| Parteien und Wählergemeinschaften | Parteien und Wählergemeinschaften                            | Prozent 2021 | Sitze 2021 | Prozent 2016 | Sitze 2016 | Prozent 2011 | Sitze 2011 | Prozent 2006 | Sitze 2006 | Prozent 2001 | Sitze 2001 |
| --------------------------------- | ------------------------------------------------------------ | ------------ | ---------- | ------------ | ---------- | ------------ | ---------- | ------------ | ---------- | ------------ | ---------- |
| SPD                               | Sozialdemokratische Partei Deutschlands                      | 33,45        | 18         | 36,88        | 20         | 43,09        | 24         | 46,12        | 25         | 45,69        | 26         |
| CDU                               | Christlich Demokratische Union Deutschlands                  | 31,21        | 17         | 30,13        | 17         | 31,60        | 17         | 35,67        | 19         | 37,41        | 21         |
| Grüne                             | Bündnis 90/Die Grünen                                        | 13,33        | 7          | 9,44         | 5          | 11,44        | 6          | 5,32         | 3          | 5,25         | 3          |
| WGS                               | Wählergemeinschaft Schaumburg (WGS)                          | 6,78         | 4          | 7,54         | 5          | 7,11         | 4          | 5,85         | 3          | 6,32         | 3          |
| AfD                               | Alternative für Deutschland                                  | 5,25         | 3          | 9,56         | 5          | -            | -          | -            | -          | -            | -          |
| FDP                               | Freie Demokratische Partei                                   | 4,70         | 3          | 2,29         | 1          | 1,67         | 1          | 4,00         | 2          | 3,46         | 1          |
| Linke                             | Die Linke                                                    | 2,19         | 1          | 1,76         | 1          | 2,20         | 1          | -            | -          | -            | -          |
| FW                                | Freie Wähler                                                 | 2,03         | 1          | -            | -          | -            | -          | -            | -          | -            | -          |
| RI                                | Wählerbündnis Rintelner Interessen in Schaumburg             | 0,52         | 0          | -            | -          | -            | -          | -            | -          | -            | -          |
| WRI                               | Wählerinitiative Rodenberger Interessen Landkreis Schaumburg | 0,36         | 0          | -            | -          | -            | -          | -            | -          | -            | -          |
| WIR                               | Wählergruppen in der Region für Schaumburg                   | -            | -          | 2,35         | 1          | 2,19         | 1          | 2,10         | 1          | -            | -          |
| WGL                               | Wählergemeinschaft Lindhorst                                 | -            | -          | -            | -          | 0,90         | 1          | -            | -          | -            | -          |
| BfB                               | Bürger für Bückeburg/Wählervereinigung Schaumburg            | -            | -          | -            | -          | 0,30         | 0          | -            | -          | -            | -          |
| AD                                | Aktive Demokraten                                            | -            | -          | -            | -          | 0,25         | 0          | -            | -          | -            | -          |
| REP                               | Die Republikaner                                             | -            | -          | -            | -          | -            | -          | -            | -          | 1,38         | 0          |
| Sonstige                          | Sonstige Wählergruppe                                        | -            | -          | -            | -          | -            | -          | -            | -          | 0,48         | 0          |
| EB                                | Einzelbewerber                                               | 0,17         | 0          | -            | -          | 0,10         | 0          | -            | -          | -            | -          |
| Gesamt                            | Gesamt                                                       | 100          | 54         | 100          | 54         | 100          | 54         | 100          | 54         | 100          | 54         |
| Wahlbeteiligung in Prozent        | Wahlbeteiligung in Prozent                                   | 56,99        | 56,99      | 55,95        | 55,95      | 50,37        | 50,37      | 52,50        | 52,50      | 58,23        | 58,23      |

- Wählergruppen, da sich das Ergebnis von 2001 nicht auf einzelne Wählergruppen aufschlüsseln lässt.
- Neben den gewählten Kreistagsabgeordneten gehört der Landrat dem Kreistag an.

### Landrat
Landrat ist seit dem 1. März 2011 Jörg Farr (SPD), der als parteiloser Kandidat für die SPD angetreten war. Seit Dezember 2011 ist er Mitglied der SPD.
Er löste den seit dem 1. Oktober 1998 amtierenden Heinz-Gerhard Schöttelndreier (SPD) ab, der wegen Erreichen der Altersgrenze vor Ablauf der Wahlperiode ausscheiden musste. Bei der vorzeitigen Wahl des Landrats am 31. Oktober 2010 wurde Farr mit 60,4 % der gültigen Stimmen gewählt. Am 9. September 2018 wurde Farr als einziger Kandidat mit 84,66 Prozent der Stimmen erneut als Landrat gewählt.

### Öffentliche Finanzen
Das Haushaltsvolumen für 2013 beträgt 271,6 Millionen Euro. Zur Finanzierung ist eine Neuverschuldung in Höhe von 10,1 Millionen Euro vorgesehen. Der Schuldenstand wird sich dadurch bis zum Jahresende 2013 auf ~ 191 Millionen Euro erhöhen.

### Kooperationen
- Zum 1. Januar 2013 wurden die Aufgaben des Rechnungsprüfungsamtes auf den Landkreis Nienburg übertragen.
- Seit dem 4. April 2013 ist die integrierte Rettungsleitstelle Nienburg/Schaumburg mit Sitz in Stadthagen in Betrieb. Sie ist für die Koordination der Einsätze von Feuerwehren und Rettungsdiensten in beiden Landkreisen zuständig.

### Wappen
Blasonierung: „In rotem Feld mit blauem Saum ein silbernes Nesselblatt.“
Das silberne Nesselblatt kommt ebenfalls im Wappen Schleswig-Holsteins vor.
(Das Wahrzeichen des Landkreises, die Schaumburg, im Mittelalter der Stammsitz der Schaumburger Grafen, steht auf dem Nesselberg im Ortsteil Schaumburg der Stadt Rinteln.)

### Gemeindepartnerschaften
Eine Gemeindepartnerschaft besteht (über den Vorgänger Landkreis Schaumburg-Lippe) seit 1969 mit der Stadt Soissons in Frankreich.

## Wirtschaft und Infrastruktur

### Wirtschaft
Im Kreisgebiet hat der Dienstleistungssektor den größten Anteil am Bruttoinlandsprodukt. Daneben spielt, wegen der Landschaft und der historischen Bebauung, der Tourismus eine große Rolle. Überregional bekannte Unternehmen der Möbelindustrie, Glasproduktion, dem Gesteinsabbau u. a., sowie der Bäderbetrieb der Kurorte, konnten sich in den letzten wirtschaftlich schwierigen Jahren nur teilweise behaupten.
Im Zukunftsatlas 2019 belegte der Landkreis Schaumburg Platz 266 von 401 Landkreisen, Kommunalverbänden und kreisfreien Städten in Deutschland und zählt damit zu den Regionen mit „ausgeglichenem Chancen-Risiko Mix“ für die Zukunft.

### Verkehr
Durch das Kreisgebiet verlaufen die Weser und der Mittellandkanal. Die BAB 2 durchquert den Landkreis in Nordost-Richtung mit den Anschlussstellen Bad Eilsen ( 35), Rehren ( 36), Lauenau ( 37) und Bad Nenndorf ( 38). Die B 65 führt von Minden kommend über Bückeburg und Stadthagen nach Bad Nenndorf und von dort aus weiter nach Hannover. Die B 83 mündet von Hameln kommend westlich von Bückeburg in die B 65. Die B 238 verläuft in Nord-Süd-Richtung von Steinbergen (Stadtteil von Rinteln) über Rinteln nach Lemgo und Detmold und die B 442 von Neustadt am Rübenberge aus über Wunstorf, Bad Nenndorf und Lauenau nach Eimbeckhausen.
Der Landkreis ist über die Bahnstrecke Hannover–Minden und Deisterbahn mit den Linien S1 (Haste–Hannover–Minden) und S2 (Haste–Hannover–Nienburg/Weser) an die S-Bahn Hannover angebunden. Darüber hinaus verkehren die RE-Linien Braunschweig–Hannover–Minden mit Weiterfahrt nach Bielefeld bzw. Osnabrück und Rheine. Ferner durchquert im Süden die Bahnstrecke Elze–Löhne von Bünde/Löhne über Bad Oeynhausen Süd–Rinteln–Hameln nach Hildesheim bzw. Bodenburg das Kreisgebiet. Dort verkehrt die RB 77 Weser-Bahn.
Auch die Bahnstrecke Rinteln–Stadthagen und die im Bereich Rinteln stillgelegte Extertalbahn führen durch das Kreisgebiet.

### Gesundheitswesen
| Krankenhaus                                                                | Sitz         | 2003 | 2004 | 2005 | 2006 | 2007 | 2008 | 2009 | 2010 | 2011 | 2012 | 2013 | 2014 | 2018  |
| -------------------------------------------------------------------------- | ------------ | ---- | ---- | ---- | ---- | ---- | ---- | ---- | ---- | ---- | ---- | ---- | ---- | ----- |
| Kreiskrankenhaus Stadthagen (ab 2008 zu Klinikum Schaumburg) – geschlossen | Stadthagen   | 232  | 216  | 204  | 198  | 198  | 198  | 198  | 198  | 198  | 198  | 198  | 198  | 0     |
| Agaplesion Evangelisches Krankenhaus Bethel – geschlossen und abgerissen   | Bückeburg    | 216  | 196  | 196  | 178  | 178  | 166  | 166  | 166  | 166  | 166  | 166  | 166  | 0     |
| Kreiskrankenhaus Rinteln (ab 2008 zu Klinikum Schaumburg) – geschlossen    | Rinteln      | 208  | 196  | 182  | 156  | 156  | 156  | 150  | 136  | 123  | 101  | 94   | 79   | 0     |
| Burghof-Klinik (psychiatrische und psychosomatische Klinik)                | Rinteln      | 110  | 110  | 110  | 110  | 110  | 101  | 137  | 137  | 147  | 147  | 147  | 171  | k. A. |
| Augenklinik Stadthagen (überwiegend ambulante Versorgung)                  | Stadthagen   | 21   | 14   | 14   | 14   | 14   | 7    | 5    | 3    | 3    | 3    | 3    | 3    | k. A. |
| Klinikum Schaumburg                                                        | Obernkirchen | 0    | 0    | 0    | 0    | 0    | 0    | 0    | 0    | 0    | 0    | 0    | 0    | 437   |
|                                                                            | Gesamt       | 787  | 731  | 706  | 656  | 656  | 628  | 656  | 640  | 637  | 615  | 608  | 617  | ~437  |

In Stadthagen und Rinteln unterhielt das Klinikum Schaumburg zwei Akutkrankenhäuser, in Bückeburg bestand ferner mit dem Krankenhaus Bethel ein weiteres Akutkrankenhaus. Daneben gab und gibt es mehrere Kurkliniken, speziell in den Kurorten. Am 16. Dezember 2008 wurden eine Zusammenlegung der drei bestehenden Krankenhäuser unter dem Dach der proDiako, die ihrerseits von Agaplesion übernommen wurde, eine Schließung der bisherigen Krankenhäuser und ein Neubau in Obernkirchen beschlossen. Eine Baugenehmigung wurde im Frühjahr 2013 erteilt. Nach Fertigstellung im Jahr 2015 sind insgesamt 437 Betten vorhanden.

### Umweltschutz
Der Landkreis Schaumburg nimmt seit 2016 am Projekt Masterplan-Kommunen teil. Masterplan-Kommunen haben sich verpflichtet, ihre Treibhausgas-Emissionen bis zum Jahr 2050 um 95 % gegenüber dem Jahr 1990 zu senken sowie den Energieverbrauch um 50 % zu senken. Das Bundesumweltministerium (BMUB) fördert den Landkreis im Rahmen der Nationalen Klimaschutzinitiative insgesamt vier Jahre lang.

## Kultur
Um kulturelle Belange kümmert sich der eingetragene Verein Schaumburger Landschaft.

### Trachten
Im Schaumburger Raum wurden drei der buntesten Trachten Deutschlands entwickelt. Aus der Schaumburger Tracht entstanden um 1800 die Bückeburger, die Friller und die Lindhorster Tracht. Alle haben einen roten Rock. Die Frauen in der Bückeburger Tracht sind von der sogenannten schwarzen Flüge oder Schleifenhaube gekennzeichnet. Die Lindhorster trugen eine schwarze bebänderte Haube über ihren nach vorne neigenden Haarknoten. Die seltene Friller Tracht hatte eine kleine Mütze aus Seidenband. Der rote Rock wurde noch bis in die 1990er-Jahre getragen. Die Tracht wird durch Trachtengruppen gefördert und erhalten.

### Sport
Die jährlich durchgeführte Breitensportveranstaltung für das Schaumburger Land, das Jahn-Bergturnfest, beging im Jahr 2010 ihr 75. Jubiläum. Sie wird seit 1935 auf dem Bückeberg durchgeführt, seit 1979 auf dem Freigelände des Jugend-, Bildungs- und Freizeit-Centrums (JBFC) Bückeberg, und zieht hunderte von Teilnehmern aus einer Vielzahl von Vereinen des Schaumburger Landes sowie Schaulustige an. Einige Einzelwettbewerbe der Veranstaltungen finden in Obernkirchen und Stadthagen statt.

### Archiv
Das Archiv des Landkreises Schaumburg befindet sich als Depositum im Staatsarchiv Bückeburg.

## Gemeinden
In Klammern die Einwohnerzahl am 31. Dezember 2024
Einheitsgemeinden
1. Auetal (6001)[24]
2. Bückeburg, Stadt (19.221)[25]
3. Obernkirchen, Bergstadt (8912)[26]
4. Rinteln, Stadt, selbständige Gemeinde (25.602)[27]
5. Stadthagen, Kreisstadt (22.638)[28]

Samtgemeinden mit ihren Mitgliedsgemeinden
* Sitz der Samtgemeindeverwaltung
- 1. Samtgemeinde Eilsen (6740)

1. Ahnsen (1022)
2. Bad Eilsen * (2494)
3. Buchholz (714)
4. Heeßen (1383)
5. Luhden (1127)

- 2. Samtgemeinde Lindhorst (7614)

1. Beckedorf (1422)
2. Heuerßen (901)
3. Lindhorst * (4175)
4. Lüdersfeld (1116)

- 3. Samtgemeinde Nenndorf (18.145)

1. Bad Nenndorf, Stadt * (11.686)
2. Haste (2785)
3. Hohnhorst (2246)
4. Suthfeld [Sitz: Helsinghausen] (1428)

- 4. Samtgemeinde Niedernwöhren (7580)

1. Lauenhagen (1279)
2. Meerbeck (1791)
3. Niedernwöhren * (1916)
4. Nordsehl (663)
5. Pollhagen (1038)
6. Wiedensahl, Flecken (893)

- 5. Samtgemeinde Nienstädt (9796)

1. Helpsen * (1891)
2. Hespe (2024)
3. Nienstädt (4216)
4. Seggebruch (1665)

- 6. Samtgemeinde Rodenberg (15.451)

1. Apelern (2411)
2. Hülsede (1028)
3. Lauenau, Flecken (4191)
4. Messenkamp (700)
5. Pohle (834)
6. Rodenberg, Stadt * (6287)

- 7. Samtgemeinde Sachsenhagen (9141)

1. Auhagen (1271)
2. Hagenburg, Flecken (4516)
3. Sachsenhagen, Stadt * (1821)
4. Wölpinghausen (1533)

## Kfz-Kennzeichen
Die Landkreise Grafschaft Schaumburg und Schaumburg-Lippe erhielten 1956 die Unterscheidungszeichen RI (nach der Kreisstadt Rinteln) und STH (nach der Kreisstadt Stadthagen). Am 5. April 1978 wurde dem neu gebildeten Landkreis das Unterscheidungszeichen SHG zugewiesen, das RI und STH ablöste. Es wird durchgängig bis heute ausgegeben. Seit dem 15. November 2012 ist auch das Unterscheidungszeichen RI wieder erhältlich.
Einmalig in Deutschland ist, dass das Kennzeichen SHG sowohl für den Namen des Landkreises (Schaumburg) als auch für die Kreisstadt Stadthagen stehen kann.